# KPG
KPG de son vrai nom Kientega Pingdéwindé Gérard, né le 1er octobre 1978 à Arbollé dans la province du Passoré, est un conteur, écrivain et metteur en scène burkinabè.

## Biographie

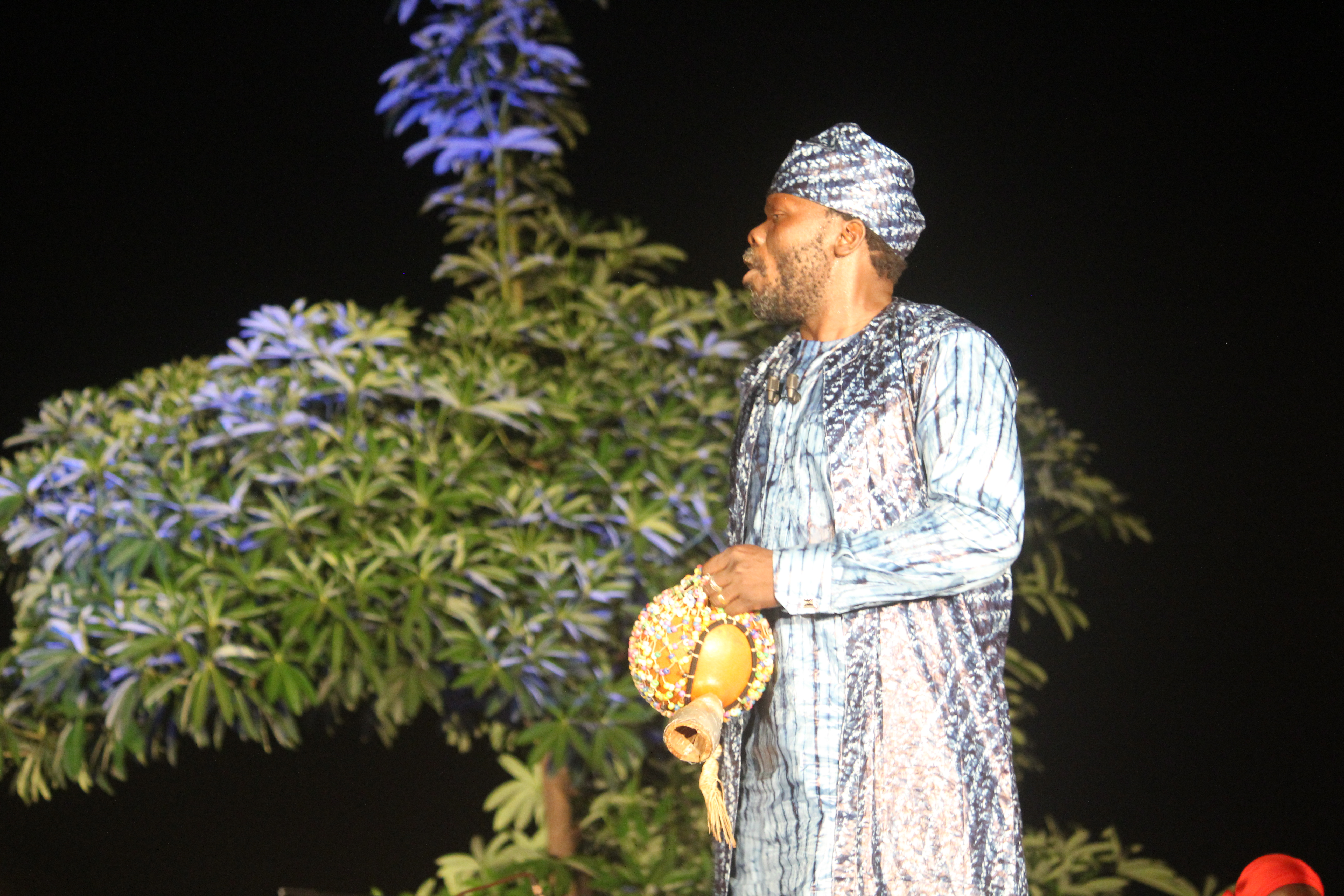
KPG à la grande nuit du conte en Guinée

Issu de la caste des forgerons, Kientega Pingdéwindé Gérard est fils d'un orateur de masques,. En 1997, il intègre l'atelier théâtre Burkinabè puis entame un parcours de formation en théâtre et en conte à travers les compagnies de la ville de Ouagadougou, Le Réseau, le CITO. 
De 2002 à 2009, il est l'organisateur de "Ziri Raconte", initié par Ali Diallo, un moment de conte pour enfants à l'institut français de Ouagadougou.
En 2009 au Liban, il remporte la médaille d'argent dans la catégorie Conte au sixième jeux de la francophonie. En ouverture au sommet des chefs d'État de la Francophonie à Montreux en Suisse, il est sélectionné parmi les artistes de la soirée d'inauguration du village du festival.
Parallèlement il commence une carrière dans le cinéma avec les réalisateurs tels que Dany Kouyaté, Missa Hébié, Emmanuel Sanou, Issa Traoré de Brahima, Serge Armel Sawadogo.
En 2010, l'artiste burkinabè est invité à Vancouver en marge des Jeux Olympiques d'hiver, afin de représenter la francophonie.
En mai 2015, en France à Noisy-le-Sec, KPG se voit confier carte blanche au Centre national des arts plastiques pour y présenter deux spectacles, « Le Monstre du village » et « Parole de forgeron ».
En 2017, s'inspirant de l'insurrection populaire de 2014 au Burkina Faso, qui fut la cause de la chute du régime de Blaise Compaoré, KPG écrit une fable contemporaine qu'il monte sur scène avec le spectacle « Kossyam » (le nom du palais présidentiel burkinabè). Le spectacle est par la suite retranscrit à l'écrit et publié.
KPG lance en 2020 un concept de création autour de la forge en Afrique et dans l'histoire, un univers pour porter les créations en lien avec les symboliques de l'activité du forgeron. Dans le journal Afrique de TV5, il explique la motivation de son projet et annonce être en création avec le Moulin Fondu, Centre National des Arts de la Rue, d'un spectacle intitulé Supiim.  
Durant la crise sanitaire Covid-19, l'artiste décide de se lancer dans des spectacles quotidiens à travers le réseau social Facebook. Après avoir installé ce qu'il appelle l'Atelier de la Forge dans son propre jardin à Ouagadougou, une scénographie avec des fourneaux, il donne chaque soir des spectacles de conte traditionnel,. KPG prodigue en début et en fin de spectacle des consignes et des conseils en rapport avec l'actualité sur la crise,.  

## Art du conte

### Art et rapport à la langue
À l'instar de nombreux conteurs, KPG est attentif à l'esthétique des symboles, des images et des expressions. Comme il l'explique en interview, il fonde son travail sur l'utilisation des sonorités et des métaphores moré. Puis, dans un second temps, il traduit son texte vers le français, se servant ainsi des différences polysémiques entre les langues pour enrichir son univers et ses histoires. Il cite par exemple l'emploi de certaines interjections en moré qui doivent donner lieu à des développements plus longs et descriptifs en français. S'inspirant des activités de ses parents et ancêtres qui étaient forgerons, il ancre sa pratique artistique dans le respect de cette filiation et dans sa réinterprétation moderne.

« Mon père était forgeron, mes ancêtres étaient forgerons. Ils confectionnaient les outils pour donner aux agriculteurs pour cultiver et nourrir leurs vies. Mais moi, en tant que forgeron contemporain, je forge les histoires. »

— KPG
Bien qu'il soit un ardent défenseur de la francophonie, il en a notamment été l'un des ambassadeurs, KPG développe ses images et créations d'abord en moré, sa langue natale. Il indique que cette manière de créer ses textes, d'abord en moré puis traduit en français, lui convient et qu'elle lui permet de se montrer le plus inventif et précis dans ses références. Il insiste surtout sur l'importance de la maîtrise d'une langue pour pouvoir transmettre correctement toute l'étendue de sa culture, tant sur les plans artistiques que spirituels et philosophiques.
Dans la majorité de ses spectacles de contes, KPG est accompagné de musiciens et chante ses textes. Il estime ainsi que ce mélange artistique permet de donner un nouveau relief aux mots et aux textes.

### Renommée
Kientega Pingdéwindé Gérard est l'un des conteurs burkinabè les plus célèbres. Se produisant régulièrement à l'étranger, il est le récipiendaire de plusieurs prix et distinctions (comme la médaille d’argent dans la catégorie Conte lors des Jeux de la Francophonie à Beyrouth).

### Transmission
Constatant l'affaiblissement des cultures orales traditionnelles, KPG regrette la diminution de la pratique et de la transmission des contes et des traditions entre les parents et leurs enfants. Ancré dans le présent et l'actualité, son travail se veut ainsi être une transmission et une résistance face à cette tendance. Il souhaite que les jeunes puissent développer leur propre identité et vision du monde, en s'appuyant sur leurs références traditionnelles, sources à ses yeux d'un développement plus serein de la société burkinabè.
Il est fondateur du Centre Culturel Koombi Solidarité, un centre socio-culturel destiné aux enfants. L'objectif poursuivi au sein de la structure est de transmettre et perpétrer la culture traditionnelle liée à la musique, à la danse, au théâtre et au conte. Kientega Pingdéwindé Gérard insiste dans son enseignement sur la notion de partage. Les jeunes artistes du centre réalisent ainsi des tournées à l'étranger et des troupes étrangères sont également invitées.

## Œuvres

### Livres
- Paroles du soir : contes africains, éd. Casafalk, 2009  (ISBN 978-2-9531327-3-1) (BNF 41487506)
- Parole de forgerons, Éd. des Lettres de Champrosay, avril 2013  (ISBN 979-10-92548-00-6) (BNF 43621933)
- Le Monstre du village, Éd. des Lettres de Champrosay, 2013  (ISBN 979-10-92548-01-3) (BNF 43619314)
- Kossyam, Éditions Deuxième époque, septembre 2019

### Musique
- Ragandé : Le disque est l'enregistrement d'un spectacle de contes chantés, KPG étant accompagné par un groupe de musiciens[11].

### Vidéo
- 2012 : Sur le chemin de mes droits Coffret DVD de 10 épisodes sur l'exploration de la charte universelle des droits de l'homme par KPG, réalisé par Inoussa Kaboré (Ciné Droit libre)

### Spectacle
- Ouaga ça se raconte sur des airs de Paname
- Parole de forgeron
- Le monstre du village
- Kossyam : Le spectacle existe dans une version contée et une version chantée. Le terme « Kossyam » désignant le palais présidentiel burkinabè, le spectacle évoque les aspirations démocratiques et libertaires de la population burkinabè mises en exergue lors du renversement populaire de Blaise Compaoré[4].
- Supiim : Créé en 2020, spectacle de conte construit sur l'univers métaphorique de la forge[14]. Le spectacle comporte une démonstration de la réduction du fer avec une forge traditionnelle. Il a été joué lors de la 3ème édition des Grandes Nuits du Conte à Ouagadougou dans la cour du Laarlé Naaba
- La Grande Nuit du Conte